# Tiel
Tiel (anhörenⓘ) ist eine niederländische Gemeinde und ehemalige Hansestadt in der Provinz Gelderland. Sie hatte am 1. Januar 2025 nach Angaben des CBS 42.590 Einwohner.
Zur Gemeinde gehören auch die kleinen Dörfer Wadenoijen und Kapel-Avezaath. Tiel ist bekannt für den als Immaterielles Kulturerbe anerkannten Tieler Kirmeskuchen.

## Lage und Wirtschaft
Die Stadt liegt in der Landschaft Betuwe, am Nordufer des Flusses Waal. Der Bach Linge mündete früher hier in die Waal, ist aber eingedämmt worden. Der sehr bedeutende Amsterdam-Rhein-Kanal endet hier und ist an dieser Stelle über die Prinz-Bernhard-Schleuse mit der Waal verbunden. Tiel hat auch einen wichtigen Binnenhafen.
Die Stadt ist durch zwei Ausfahrten an die Autobahn A15 (Rotterdam–Dordrecht–Nijmegen) angebunden. Am Bahnhof Tiel existieren Regionalzugverbindungen nach Utrecht und Arnhem.
Die Stadt ist gleichsam die „Hauptstadt“ der Betuwe. Sie ist Wirtschafts-, Kultur-, Bildungs- und Versorgungszentrum der Region. An der Stelle, wo sich im Mittelalter ein Nonnenkloster der Schwestern von Sankt Agnes befand, steht heute das 2000 und 2014 renovierte Theater Agnietenhof, das von nationaler Bedeutung ist.
Tiel liegt mitten im wichtigsten Obstbaugebiet der Niederlande, das vor allem für seine Äpfel, Birnen, Himbeeren und Kirschen bekannt ist. Die berühmte Konfitürenfabrik De Betuwe, die über ein Jahrhundert das Wirtschaftsleben Tiels mitbestimmt hatte, hat ihre Aktivitäten 1993 beendet. Neben der 1880 gegründeten großen Fabrik der Firma Daalderop, die energiesparende Heizkessel und Boiler herstellt, gibt es noch viele kleinere Unternehmen. Das Gewerbegebiet wird ständig erweitert.
In Tiel hat das BKR seinen Sitz. Dieses Bureau Kredietregistratie ist eine Behörde, die von Privatleuten aufgenommene Darlehen registriert. Wenn beispielsweise eine Bank über den Kreditantrag eines Kunden entscheiden will, kann sie dort überprüfen, ob der Kunde anderswo ungetilgte Kredite abgeschlossen hat.

## Geschichte
Tiel entstand als Handelssiedlung um 850 und übernahm bald die Rolle von Dorestad, nachdem dieses um 880 von Wikingern zerstört wurde. Es trieb Handel mit England und dem deutschen Rheinland. Könige des Heiligen Römischen Reiches gewährten dem Ort im 11. Jahrhundert das Münzrecht. Der hier einst angesiedelte Rheinzoll ging 1174 unter Friedrich Barbarossa auf Kaiserswerth über. Die Bindung der Stadt an das Reich wird heute noch durch den Reichsadler im Gemeindewappen dokumentiert.
In Tiel wurde 1021 die erste nachgewiesene Kaufmannsgilde gegründet. Nachdem die Kaufleute sich vergebens an den König gewandt hatten, sie vor den Normannen zu schützen, gründeten sie die Gilde zum gegenseitigen Schutz und Beistand.
Im 11. Jahrhundert ist eine Silbermünze aus Tiel bis auf die Färöer gelangt, wie der Münzfund von Sandur belegt.
Im 13. Jahrhundert trat Tiel der deutschen Hanse bei. Die Kaufleute aus Tiel trieben damals viel Ostseehandel  bevor nach 1500 ein Rückgang eintrat. Im Achtzigjährigen Krieg war Tiel eine wichtige Festung am Fluss. Größere Kriegsschäden blieben der Stadt damals erspart. Im Zweiten Weltkrieg aber wurde die Stadt, die 1944 nach der Befreiung Brabants durch die Alliierten an der Front lag, größtenteils zerbombt. Erst in den 1960er Jahren konnten alle Kriegsschäden behoben werden. Im Jahr 1995 musste die Stadt wegen einer drohenden Überschwemmung kurzfristig geräumt werden.

## Politik

### Kollegium von Bürgermeister und Beigeordneten
Das Kollegium besteht für den Zeitraum von 2018 bis 2022 aus Mitgliedern der Koalitionsparteien PvdA, Partij van de Burgers und VVD. Sie wurden im Rahmen einer Ratssitzung am 5. Juni 2018 berufen. Folgende Personen gehören zum Kollegium und sind in folgenden Bereichen zuständig:
| Funktion         | Name                 | Partei                | Aufgaben | Anmerkung                                   |
| ---------------- | -------------------- | --------------------- | --- | ------------------------------------------- |
| Bürgermeisterin  | José van Egmond      | CDA                   | Ressort: öffentliche Ordnung und (integrale) Sicherheit, Polizei, Feuerwehr und Katastrophenschutz, Koordination der Vollstreckung, verwaltungstechnische Organisation und Koordination, regionale Zusammenarbeit, Kommunikation und Aufklärung, Stadtmarketing, allgemein juristische/öffentliche Angelegenheiten (gesetzliche Aufgaben), Beschwerden-Bearbeitung, Koordination der Bürgerpartizipation, Koordination der städtischen Positionierung      | kommissarisch; seit dem 12. Mai 2025 im Amt |
| Beigeordnete     | Carla Kreuk-Wildeman | Partij van de Burgers | Ressort: gesellschaftliche Angelegenheiten, Armutspolitik, Sozialhilfegesetz, Alterspolitik, Koordination des gesellschaftlichen Kompetenzbereiches, Gesundheitswesen, Erholung und Tourismus, Sport Projekte: Neubau des Schwimmbads, Fruitrijk, Beratung der Städte Tiel, Harderwijk, Doetinchem und Zutphen (in Zusammenarbeit mit den Bürgermeistern) Bezirksbeigeordnete: Tiel-Oost, Zennewijnen                                                      | erste stellvertretende Bürgermeisterin      |
| Beigeordnete     | Marcel Melissen      | VVD                   | Ressort: Finanzen, Geschäftsführung (Personal und Organisation, Informationstechnik, Facilitymanagement, Dienstleistung), Bildung, Basiserziehung, Kinderbetreuung, Kindertagesstätten, Verkehr, Transport und Mobilität, Wohnen und Wohnwagen-Angelegenheiten, Jugendpolitik, -hilfe und -gesundheitspflege Projekte: Bildungshäuser, Waalkade, Van Dijkhuizen, Westluidense Poort Bezirksbeigeordneter: Tiel-Noord, Tiel-West                            | zweiter stellvertretender Bürgermeister     |
| Beigeordnete     | Ben Brink            | PvdA                  | Ressort: Raumplanung, Stadtentwicklung und Grundgeschäft, wirtschaftliche und mittelständische Angelegenheiten, Koordination der Innenstadt, Immobilien, Arbeitsmarkt und Beschäftigungspolitik, Integration, Partizipation und Emanzipation, Umwelt und Nachhaltigkeit, Wasserwirtschaft, Kultur, Veranstaltungen, Medienpolitikn Projekte: Auktionsgelände, Burense poort, Kino Bezirksbeigeordneter: Centrum, Kapel Avezaath                            | dritter stellvertretender Bürgermeister     |
| Beigeordnete     | Frank Groen          | Partij van de Burgers | Ressort: öffentliche Arbeit, Hafen- und Fährbetrieb, Friedhöfe, Parken, Archäologie und Denkmäler, sozial-kulturelle Arbeit, Tierwohl, Bau- und Wohnaufsicht, Spieleinrichtungen und schul-soziale Arbeit, Koordination des bezirksgezielten Arbeitens, Wohl, öffentlicher Raum und Müll Projekte: Umgehungsstraße Passewaaij, Entwicklung des Viertels 9/10/11 Passewaaij, Entwicklung des Santwijckse Poort Bezirksbeigeordneter: Passewaaij, Wadenoijen | vierter stellvertretender Bürgermeister     |
| Gemeindesekretär | Igor van der Valk    | –                     | erster Berater des Kollegiums, allgemeiner Direktor der amtlichen Organisation | seit April 2018 im Amt                      |

### Sitzverteilung im Gemeinderat
Der Gemeinderat wird seit 1982 folgendermaßen gebildet:
| Partei                  | Sitze | Sitze | Sitze | Sitze | Sitze | Sitze | Sitze | Sitze | Sitze | Sitze | Sitze |
| Partei                  | 1982  | 1986  | 1990  | 1994  | 1998  | 2002  | 2006  | 2010  | 2014  | 2018  | 2022  |
| ----------------------- | ----- | ----- | ----- | ----- | ----- | ----- | ----- | ----- | ----- | ----- | ----- |
| Partij van de Burgers a | –     | –     | –     | –     | –     | –     | –     | 1     | 4     | 8     | 7     |
| D66                     | 1     | 1     | 2     | 5     | 2     | 1     | 1     | 3     | 5     | 4     | 4     |
| PvdA                    | 9     | 11    | 9     | 6     | 8     | 7     | 10    | 6     | 5     | 3     | 3     |
| VVD                     | 5     | 4     | 4     | 5     | 6     | 5     | 4     | 6     | 5     | 5     | 3     |
| GroenLinks              | –     | –     | 1     | 2     | 2     | 2     | 2     | 3     | 1     | 2     | 3     |
| CDA                     | 5     | 6     | 7     | 5     | 5     | 4     | 5     | 3     | 3     | 2     | 2     |
| Lokaal Liberaal Tiel    | –     | –     | –     | –     | –     | –     | –     | –     | –     | –     | 2     |
| FvD                     | –     | –     | –     | –     | –     | –     | –     | –     | –     | –     | 1     |
| ProTiel                 | –     | –     | –     | –     | –     | 8     | 5     | 4     | 2     | 1     | 1     |
| ChristenUnie            | –     | –     | –     | –     | –     | –     | –     | 1     | 1     | 1     | 1     |
| Krachtig Tiel           | –     | –     | –     | –     | –     | –     | –     | –     | –     | 1     | 0     |
| Sociaal Tiel            | –     | –     | –     | –     | –     | –     | –     | –     | 1     | –     | –     |
| SGP                     | 0     | –     | –     | –     | –     | 0     | –     | –     | –     | –     | –     |
| RPF                     | 0     | –     | –     | –     | –     | –     | –     | –     | –     | –     | –     |
| GPV                     | 0     | –     | –     | –     | –     | –     | –     | –     | –     | –     | –     |
| SP                      | –     | –     | –     | 0     | 2     | –     | –     | –     | –     | –     | –     |
| PPR                     | 1     | 1     | –     | –     | –     | –     | –     | –     | –     | –     | –     |
| Gesamt                  | 21    | 23    | 23    | 23    | 25    | 27    | 27    | 27    | 27    | 27    | 27    |

Anmerkungen

## Sehenswürdigkeiten

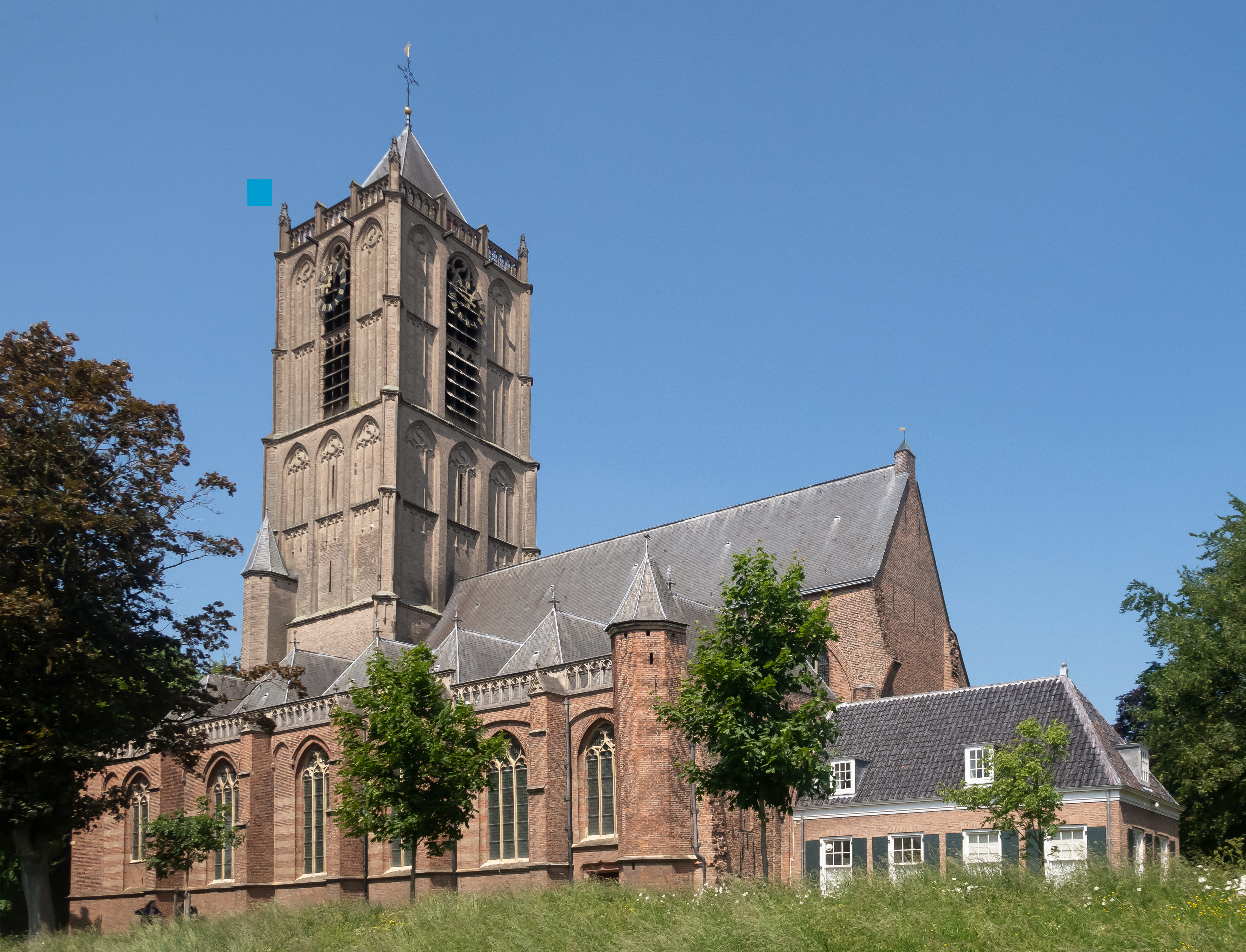
Kirche Sint Maartenskerk

- Martinikirche (St. Maartenskerk), erbaut 1440, spätgotisch
- Lutherische St. Caeciliakapelle, spätgotisch
- Sint-Dominicuskerk, wiederaufgebaut 1940, traditionalistisch
- Ehemalige Synagoge
- Museum der Stadt, das zum Teil in einem 1979 neu aufgebauten Stadttor (Waterpoort) und teilweise im Gebäude „Heerensociëteit“ (1789) untergebracht ist. Die Sammlung ist teilweise der Konfitürenfabrik und der von ihren Werbeleuten erdachten Figur „Flipje“ gewidmet. Flipje (Philippchen) ist eine sprechende Himbeere, die mit ihren Freunden Flapoor Olifant, Jasper Aap und Bertje Big allerlei Abenteuer erlebt. Diese zwischen 1945 und 1970 in ganz Holland äußerst beliebten Geschichten für Kinder konnten von Käufern der Konfitüre (niederl.: jam, aussprechen wie auf Englisch) erworben werden. Wer genügend Dosen dieser Produkte kaufte, konnte die dazugehörigen, bunten Bilder zusammensparen.
- Denkmal des Flipje in der Innenstadt
- etwa 70 m langes Stück der Stadtbefestigung aus dem 17. Jahrhundert
- Ambtmanhuis – Haus des Amtmannes; dieser war vom Mittelalter bis weit im 18. Jahrhundert Deichgraf und Richter; nur von außen zu besichtigen
- Yachthafen am Stadtrand
- Obstkorso (fruitcorso), ein bunter Umzug von Prahlwagen, die aus Obst zusammengesetzt sind; jedes Jahr am 3. Samstag im September.

## Söhne und Töchter der Gemeinde
- David Hendrik Chassé (1765–1849), General
- Theodoor Gerard van Lidth de Jeude (1788–1863), Zoologe
- Emma Portheine-Rink (1881–1974), Malerin, Aquarellistin und Zeichnerin
- Ien van den Heuvel (1927–2010), Politikerin
- Nico Rienks (* 1962), Ruderer
- Wilma van Velsen (* 1964), Schwimmerin
- Anne Holtrop (* 1977), Architekt und Universitätsprofessor
- Bobbie Traksel (* 1981), Radrennfahrer
- Ergün Çakır (* 1983), Fußballspieler
- Barry Maguire (* 1989), Fußballspieler
- Quinty Ton (* 1998), Radrennfahrer